# Rich Sommer
Richard Olen "Rich" Sommer II, född 2 februari 1978 i Toledo i Ohio, är en amerikansk skådespelare.
Sommer är främst känd för rollen som Harry Crane i TV-serien Mad Men. Sommer har även haft roller i filmerna Djävulen bär Prada (2006), Kärlek i Detroit (2012) och Celeste & Jesse Forever (2012). Han har gjort inhopp i TV-serier som The Office, Ugly Betty och Law & Order: Special Victims Unit.
Sommer bor i Los Angeles och är gift och har två barn.